# Nokia 5220
Nokia 5220 XpressMusic funcționează pe benzile GSM 900/1800/1900. Telefonul mufă audio de 3.5 mm și radio FM cu RDS. Este disponibil în culorile verde, albastru și roșu.

## Caracteristici
- Ecran TFT de 2 inchi cu rezoluția care suportă până la 256.535 de culori
- Memorie internă 30 MB
- Camera de 2 megapixeli cu rezoluția maximă de 1600 x 1200 pixeli
- GPRS, EDGE
- Mufă audio de 3.5 mm
- Bluetooth 2.0 cu A2DP
- Port Micro-USB
- Radio FM Stereo cu RDS